# رشته‌کوه سوناگین
رشته‌کوه سوناگین (روسی: Суннагын) یک رشته‌کوه در استان یاقوتستان کشور روسیه است.